# Joseph J. Ross

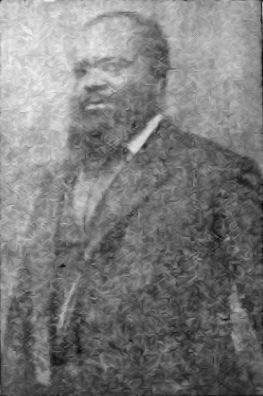
Joseph Jacob Ross (1842-1899)

Joseph Jacob Ross (Augusta, Georgia 24 december 1842 - Liberia 24 oktober 1899) was een Liberiaans staatsman en rechter. Hij was van 3 januari 1898 tot zijn overlijden op 24 oktober 1899 vicepresident van Liberia onder president William David Coleman.

## Biografie
Joseph Jacob Ross werd op 24 december 1842 geboren in Augusta, Georgia in de Verenigde Staten van Amerika. Hij kwam in 1849 als immigrant aan in Liberia. Hij vestigde zich in Sinoe County en ontwikkelde zich tot een welvarend zakenman, onder meer door het verhuren van onroerend goed en huizen aan buitenlandse (Duitse en Nederlandse) ondernemingen. Hij studeerde rechten via het apprenticeship-systeem (hij ging in de leer bij een advocaat) en diende als rechter in Sinoe County (1869-1872). Hij deed zijn intrede in de politiek, sloot zich aan bij de True Whig Party en was tot driemaal toe superintendent (gouverneur) van Sinoe. Hij slaagde er niet in om gekozen te worden in het Huis van Afgevaardigden, maar werd uiteindelijk in 1881 in de Senaat gekozen als vertegenwoordiger van Sinoe County.
Ross werd bij de verkiezingen van 1897 tot vicepresident gekozen. Zijn inauguratie vond plaats op 3 januari 1898, dezelfde dag waarop ook president William David Coleman werd geïnaugureerd. Hij overleed in het ambt op 24 oktober 1899.
Zijn zoon, Samuel Afred Ross (1870-1929), was vicepresident (1920-1924) onder president Charles King.

## Bron
- (en) D. Elwood Dunn en Svend E. Holsoe: Historical Dictionary of Liberia, The Scarecrow Press, Metuchen, New Jersey en Londen 1983